# Robert Adams (architetto)
Robert Adams (1540 – 1595) è stato un architetto e incisore inglese al servizio della regina Elisabetta I.
Era un figlio di Clement Adams.

## Biografia
Nessuna delle opere architettoniche di Robert Adams è nota per essere sopravvissuta, ma alcuni dei suoi progetti e incisioni sono ancora esistenti, come un grande progetto del 1588 di Middleburgh e, dello stesso anno, un piccolo rotolo di pergamena, disegnato a penna, intitolato "Thamesis Descriptio", che mostra le linee tracciate attraverso il Tamigi e le varie gittate dei cannoni in punti diversi da Tilbury Fort a Londra. Adams disegnò e incise anche rappresentazioni delle attività dell'Invincibile Armata spagnola sulle coste britanniche, che furono pubblicate da Augustine Ryther nel 1589.

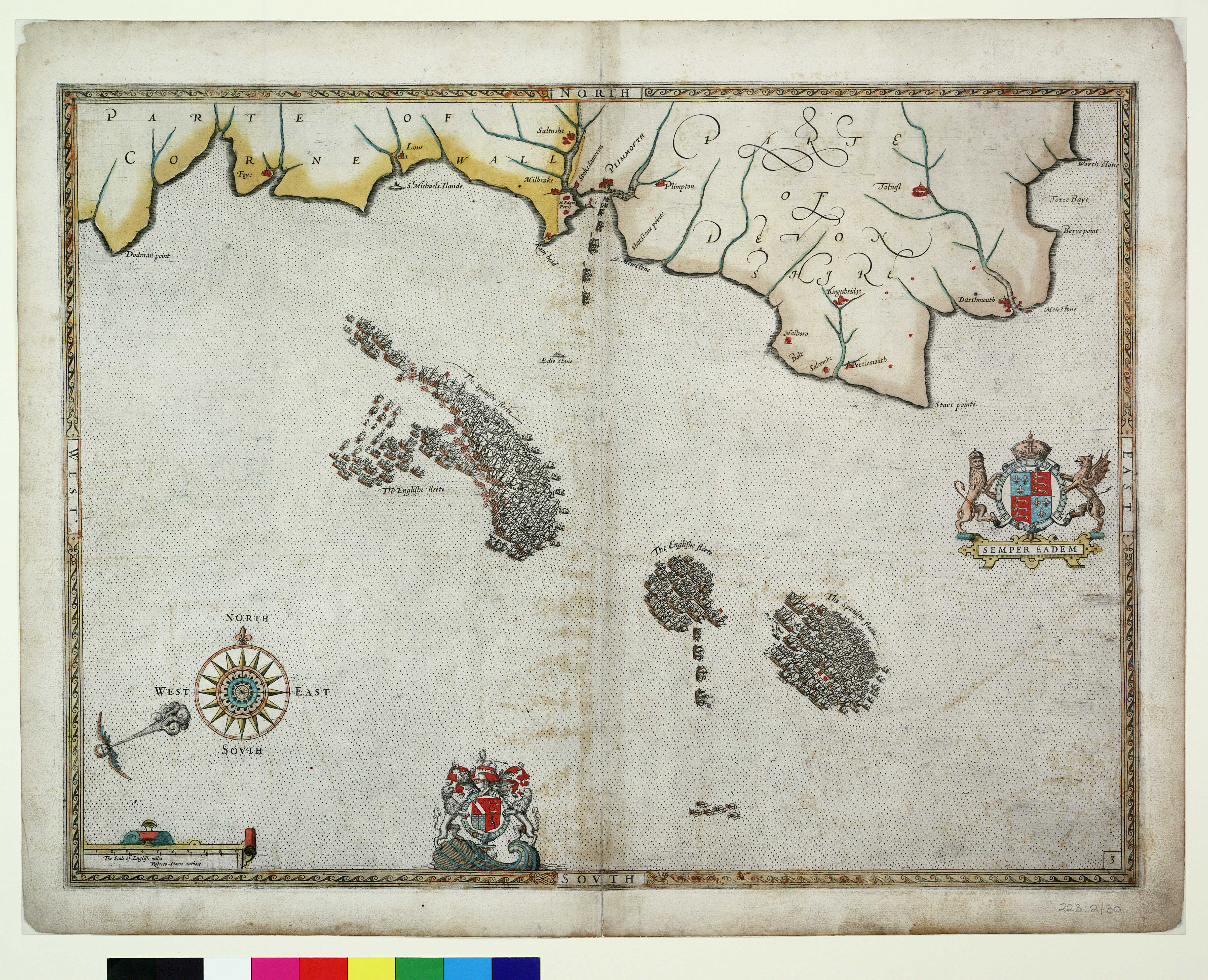
Gli inglesi ingaggiano la flotta spagnola vicino a Plymouth il 31 luglio 1588, una delle mappe di Adams commissionata nel 1590 da Howard di Effingham, preparata per l'uso da Hendrick Cornelisz Vroom per gli Armada Tapestries

Robert Adams morì all'età di 55 anni e fu sepolto nella chiesa di Greenwich, dove fu posta la seguente iscrizione in sua memoria: